# الحب متلازمة الصف الثامن وأوهام أخرى
الحب متلازمة الصف الثامن وأوهام أخرى (باليابانية: 中二病でも恋がしたい!، بالروماجي: Chūnibyō demo Koi ga Shitai!) (بالإنجليزية: Love, Chunibyo & Other Delusions) هي رواية خفيفة من تأليف توراكو، ورسوم نوزومي أوساكا، نشرت من قبل كيوتو أنيميشن في 1 يونيو عام 2011، حتى 4 ديسمبر 2017، وتكونت من 4 مجلدات. أنتجت إلى أونا تتكون من 6 حلقات، ثم إلى أنمي تلفزيوني من موسمين، بواسطة استوديو كيوتو أنيميشن، عرض الموسم الأول في 4 أكتوبر عام 2012، حتى 19 ديسمبر عام 2012، وتكون من 12 حلقة، وعرض الموسم الثاني في 8 يناير عام 2014، حتى 26 مارس 2014، وتكون 12 حلقة.

## القصة
تدور أحداث القصة عن (يوتا توغاشي) هو فتى اصيب ( بمتلازمة الصف الثامن ) والشخص الذي يصاب بها يعتقد بأشياء غير موجود اساساً
ويتخيل انه بطل خارق أو شرير قادم من الفضاء والخ من الاوهام. عندما تخرج يوتا من المدرسة المتوسط تخلص من هذه المتلازمة، و بدأ حياة الثانويه سلسة وممتعة. في الثانوية قابل يوتا، (ريكا تاكاناشي)، هي فتاة ذات عين مضمدة، وهي مصابه (بمتلازمة الصف الثامن) لكن على عكسه هي مازالت مصابة بها.

## الشخصيات
يوتا توغاشي (باليابانية: 富樫 勇太، بالروماجي: Togashi Yūta)
مؤدي الصوت: جون فوكوياما
ريكا تاكاناشي (باليابانية: 小鳥遊 六花، بالروماجي: Takanashi Rikka)
مؤدية الصوت: مآيا أوتشيدا
شينكا نيبوتاني (باليابانية: 丹生谷 森夏، بالروماجي: Nibutani Shinka)
مؤدية الصوت: تشيناتسو أكاساكي
ساناي ديكوموري (باليابانية: 凸守 早苗، بالروماجي: Dekomori Sanae)
مؤدية الصوت: سوميري أويساكا
كومين تسويوري (باليابانية: 五月七日 くみん، بالروماجي: Tsuyuri Kumin)
مؤدية الصوت: آزومي آساكورا
ماكوتو إيشيكي (باليابانية: 一色 誠، بالروماجي: Isshiki Makoto)
مؤدي الصوت: سويتشيرو هوشي
توكا تاكاناشي (باليابانية: 小鳥遊 十花، بالروماجي: Takanashi Tōka)
مؤدية الصوت: إيري سينداي
ساتوني شيتشيميا (باليابانية: 七宮 智音، بالروماجي: Shichimiya Satone)
مؤدية الصوت: جوري ناغاتسوما
كوزوها توغاشي (باليابانية: 富樫 樟葉، بالروماجي: Togashi Kuzuha)
مؤدية الصوت: كاوري فوكوهارا
يوميها توغاشي (باليابانية: 富樫 夢葉، بالروماجي: Togashi Yumeha)
مؤدية الصوت: مامي شيتارا
ناناسي تسوكومو (باليابانية: 九十九 七瀬، بالروماجي: Tsukumo Nanase)
مؤدية الصوت: كيكوكو إينوي
كازاري كاناغي (باليابانية: 巫部 風鈴، بالروماجي: Kannagi Kazari)
مؤدية الصوت: مانامي شيراكاوا

## وصلات خارجية
موقع الرواية الخفيفة الرسمي (باليابانية)
- موقع الأنمي الرسمي (باليابانية)

لا توجد روابط لمواقع التواصل الاجتماعي.